# Artena dotata
Artena dotata är en fjärilsart som beskrevs av Fabricius 1794. Artena dotata ingår i släktet Artena och familjen nattflyn. Inga underarter finns listade i Catalogue of Life.

## Bildgalleri

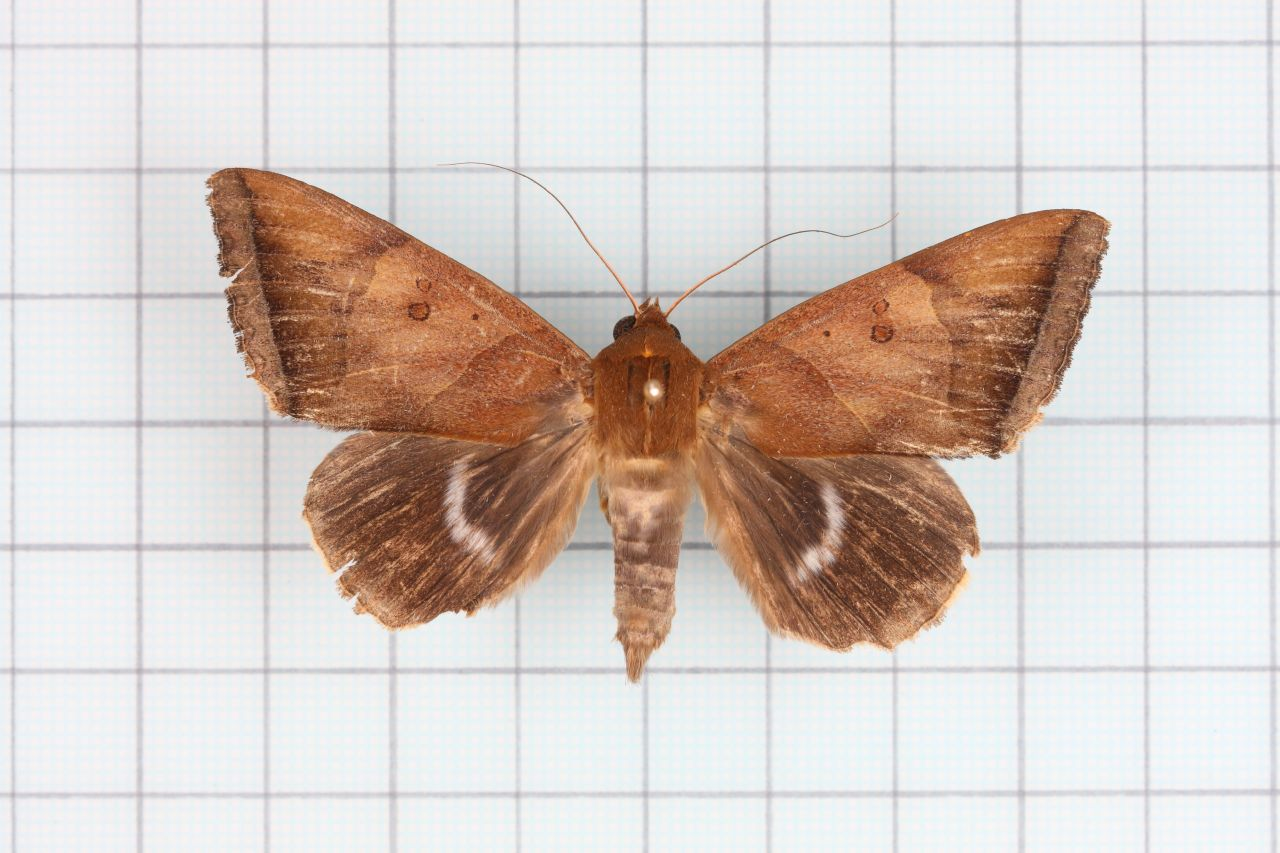
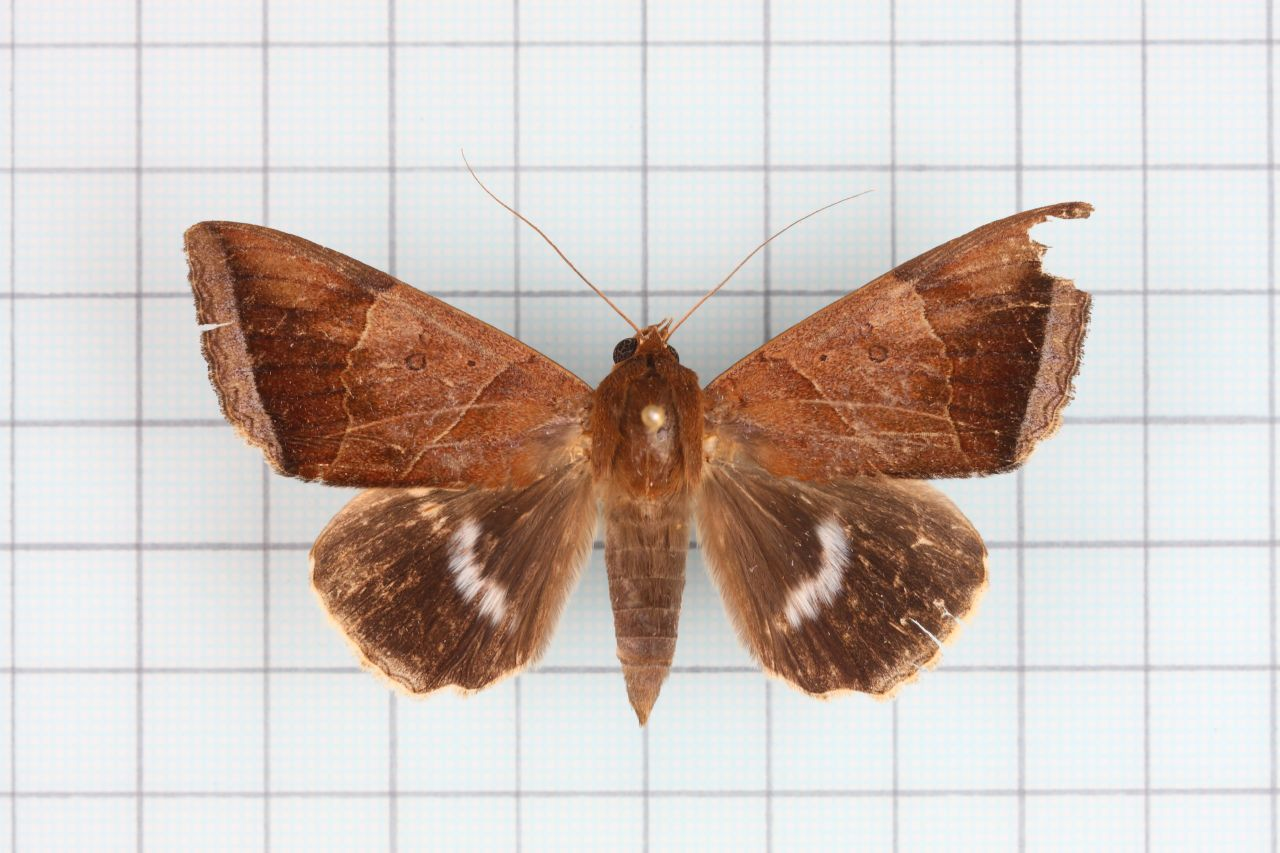
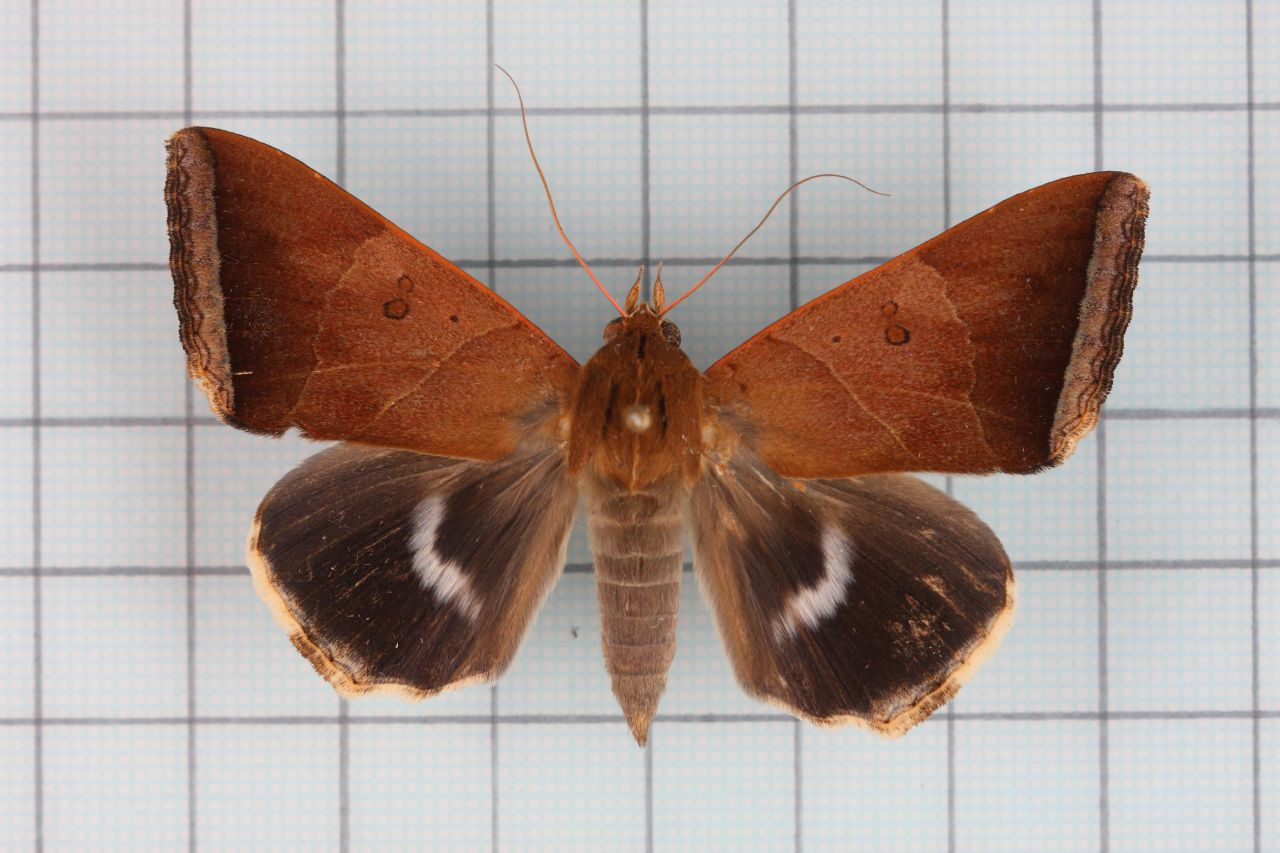
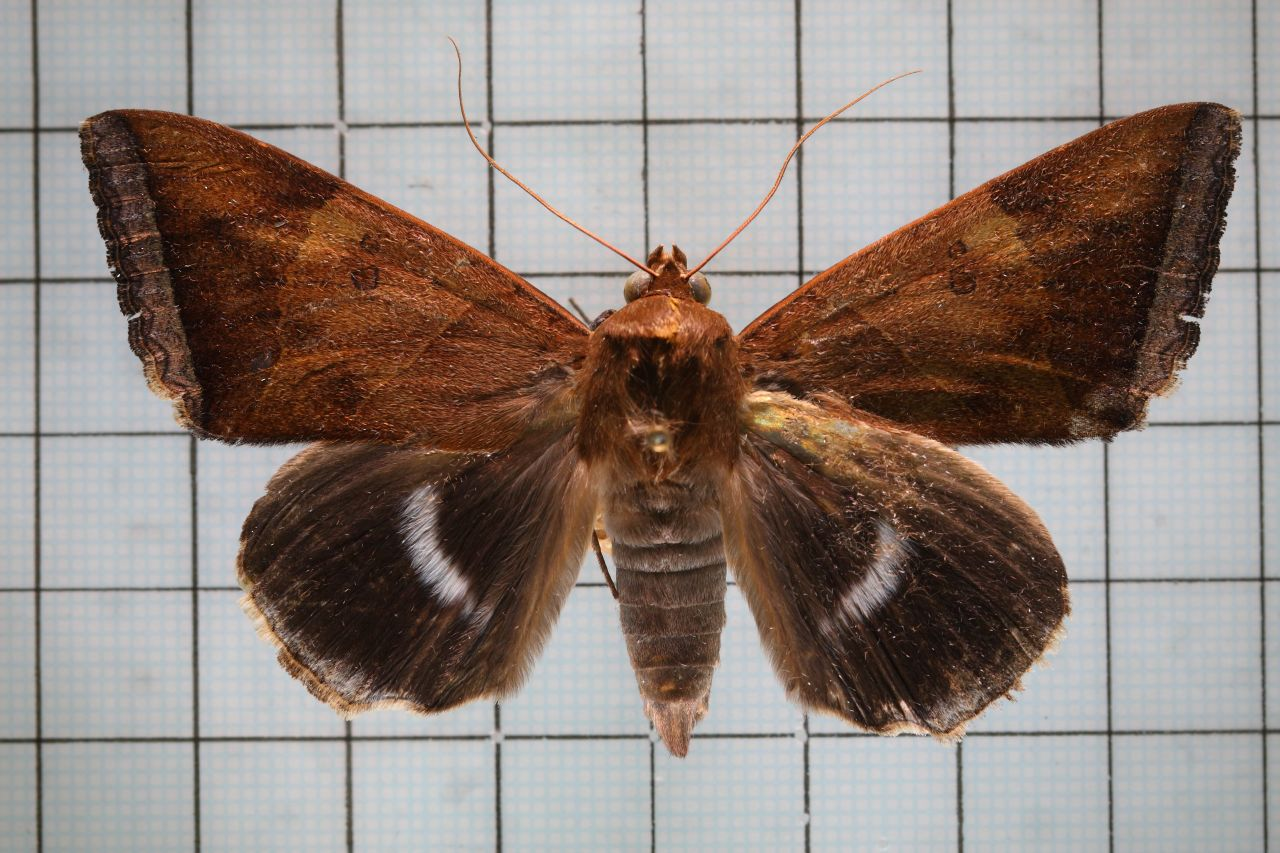
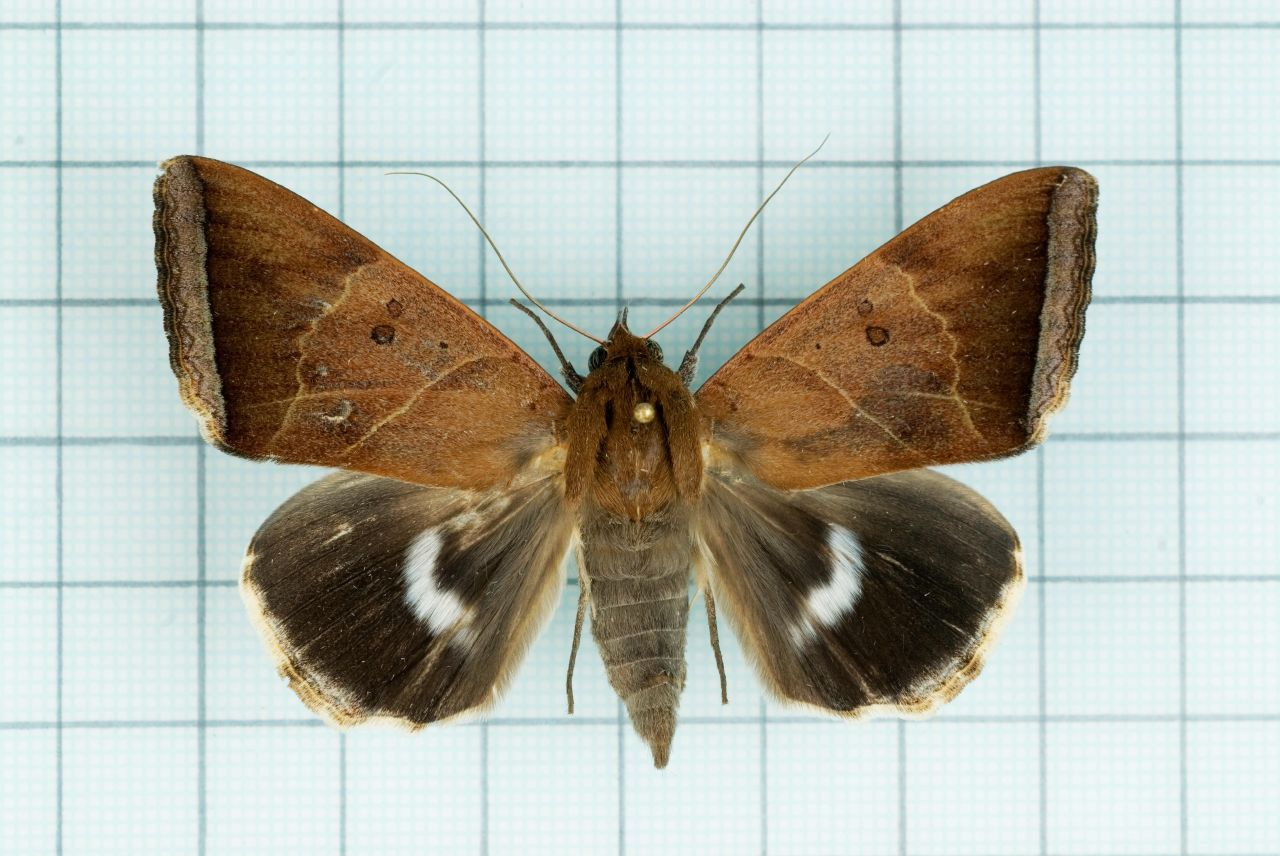
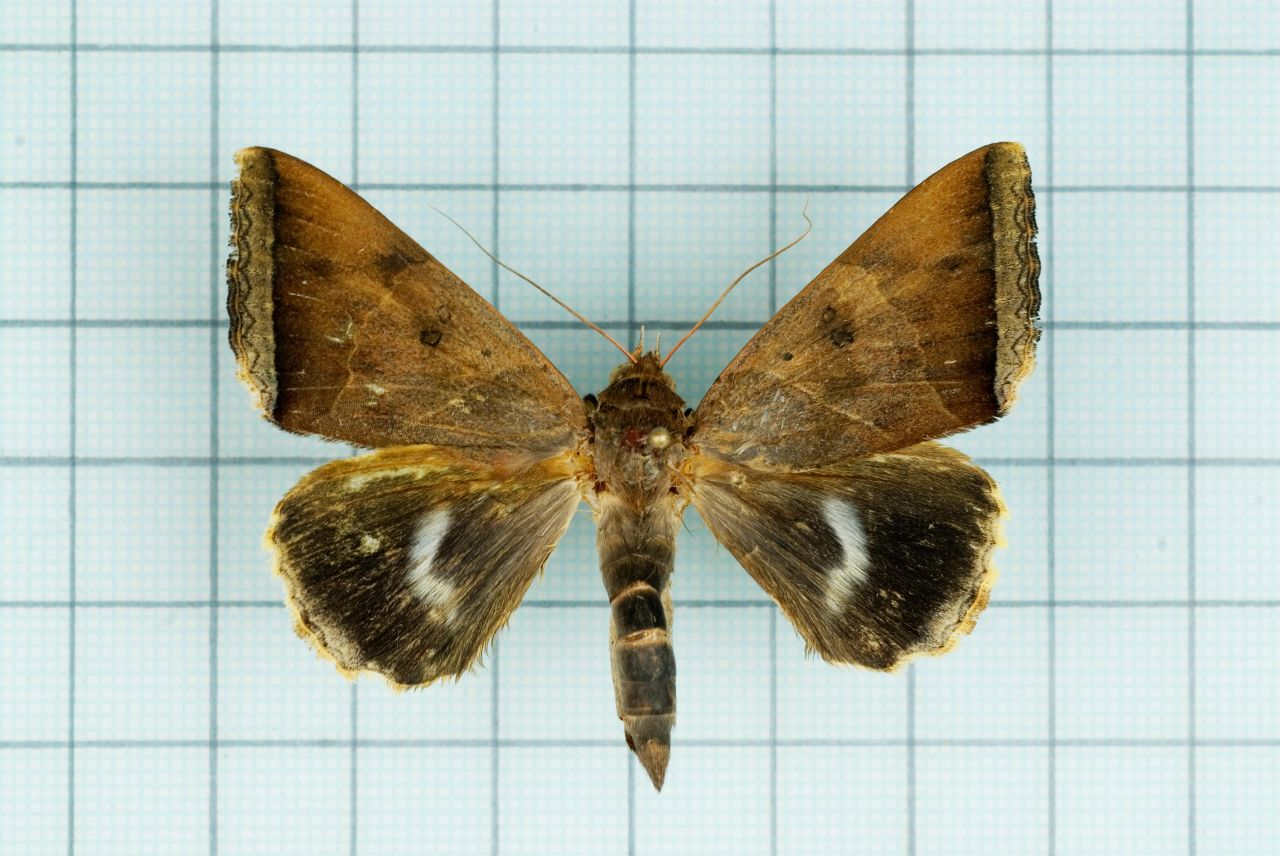